# 응우옌푹란
응우옌 푹 란(베트남어: Nguyễn Phúc Lan / 阮福瀾 완복란, 1601년 8월 13일(음력 7월 16일) ~ 1648년 3월 19일(음력 2월 26일))은 대월 후 레 왕조 응우옌 주의 제3대 군주(재위: 1635년 ~ 1648년)이다. 군주의 칭호는 상주(베트남어: Chúa Thượng / 主上)이다.

## 생애
득롱 3년(1631년), 장자 응우옌 푹 끼(베트남어: Nguyễn Phúc Kỳ / 阮福淇 완복기)가 일직 사망하게 되면서, 부군의 의해서 세자(世子)로 봉해졌다.
즈엉호아 원년 10월 10일(1635년 11월 19일)에 부군이 서거하니, 군주의 자리에 올랐다. 이후 재위하는 동안에 부군에 이어서 계속되는 찐 주의 남정(南征)을 방어를 계속하면서, 서남쪽으로는 캄보디아와 참파의 영토의 일부를 복속시켰다.
즈엉호아 6년(1640년), 예수회 선교사인 알렉상드르 드 로드(Alexandre de Rhodes)가 응우옌의 도읍지 부춘(富春, 지금의 후에)에서 카톨릭을 선교와 성당 건축을 하고 있었으나, 6년 뒤에 응우옌 푹 란은 카톨릭에 대해 유교적인 통치에 위협이 될 수 있다는 것을 인지하여 선교사 로드와 여러 신자들을 잡아들여 박해하였으며, 카톨릭 선교에 대한 대대적인 단속을 펼쳤다.
즈엉호아 8년(1642년), 잠시 휴식기를 가진 찐 주는 계속 남정을 추진하였으며, 이번에는 네덜란드의 신식무기와 군함을 사용하여 공격하였다. 그러나 초기에는 찐 주에는 우세하였으나, 시간이 길어 질수록 포르투갈의 신식무기와 군함에 밀려 패배하고 후퇴하였다.
푹타이 6년 2월 26일(1648년 3월 19일), 응우옌 푹 란이 서거하니, 향년 48세(만 46세)였다.

## 봉호, 시호, 능호
후 레 왕조에서 받은 초기 봉호는 부장(副將) 겸 인록후(베트남어: Nhân Lộc Hầu / 仁祿侯)이며, 즉위 후 받은 봉호는 절제수보제영(節制水步諸營) 겸 총내외평장군국중사(總內外平章軍國重事) 겸 태보(太保) 겸 인군공(베트남어: Nhân Quận Công / 仁郡公)을 받았다.
시호는 사후 대원수통솔순화광남등처장국정 위단신무인소왕(베트남어: Đại Nguyên Soái Thống Soái Thuận Hóa Quảng Nam Đẳng Xứ Chưởng Quốc Chính Uy Đoán Thần Vũ Nhân Chiêu Vương / 大元帥統率順化廣南等處掌國政 威斷神武仁昭王)으로 추존하였으며, 까인흥(景興) 5년(1744년)에 칭왕 후 묘호를 신조(베트남어: Thần Tổ / 神祖), 시호를 승기찬통강명웅의위단영무효소왕(베트남어: Thừa Cơ Toàn Thống Quân Minh Hùng Nghị Uy Đoán Anh Vũ Hiếu Chiêu Vương / 承基纘統剛明雄毅威斷英武孝昭王)으로 재추존하였고, 응우옌 왕조가 건국 하고 칭제 후인 자롱(嘉隆) 5년(1806년)에 묘호를 신종(베트남어: Thần Tông / 神宗), 시호는 승기찬통강명웅의위단영무효소황제(베트남어: Thừa Cơ Toàn Thống Quân Minh Hùng Nghị Uy Đoán Anh Vũ Hiếu Chiêu Hoàng Đế / 承基纘統剛明雄毅威斷英武孝昭皇帝)로 재추존하였다.
능호는 장연릉(Trường Diên Lăng/長延陵)이다.

## 가족 관계

### 후비
| 봉호        | 시호                                    | 이름 (성씨)                              | 별칭 | 생몰년도        | 국구 (장인/장모) | 비고  |
| ----------- | --------------------------------------- | ---------------------------------------- | ---- | --------------- | ---------------- | ----- |
| 정실 (正室) | 정숙혜비 (Trinh Thục Huệ Phi /貞淑惠妃) | 도안 티 안 (Đoàn Thị An /段氏安 /단씨안) |      | 1601년 ~ 1661년 | [ 1 ]            | [ 2 ] |

### 공자
| - | 봉호                            | 시호 | 이름                                               | 생몰년도        | 생모                | 자식    | 별칭  | 비고                  |
| - | ------------------------------- | ---- | -------------------------------------------------- | --------------- | ------------------- | ------- | ----- | --------------------- |
| 1 |                                 |      | 응우옌 푹 부 (Nguyễn Phúc Vũ /阮福武 /완복무)      |                 |                     |         |       | 요절함.               |
| 2 | 용국공 Dương Quốc Công /勇國公) |      | 응우옌 푹 떤 (Nguyễn Phúc Tần /阮福瀕 /완복빈)     | 1620년 ~ 1687년 | 정숙혜비 도안 티 안 | 6남 3녀 | [ 3 ] | 응우옌 주 제4대 군주. |
| 3 |                                 |      | 응우옌 푹 꾸인 (Nguyễn Phúc Quỳnh /阮福瓊 /완복경) |                 |                     |         |       | 요절함.               |

### 공녀
| - | 봉호 | 시호 | 이름                               | 생몰년도 | 생모 | 부마 | 별칭 | 비고       |
| - | ---- | ---- | ---------------------------------- | -------- | ---- | ---- | ---- | ---------- |
| 1 |      |      | 응우옌 티 (Nguyễn Thị /阮氏 /완씨) |          |      |      |      | 기록 미상. |

## 기년
- 대남실록(大南實錄)의 기준으로 정리함.

| 신종            | 원년                | 2년        | 3년        | 4년        | 5년        | 6년        | 7년        | 8년                    | 9년        | 10년       |
| 서기            | 1636년              | 1637년     | 1638년     | 1639년     | 1640년     | 1641년     | 1642년     | 1643년                 | 1644년     | 1645년     |
| 육십간지        | 병자(丙子)          | 정축(丁丑) | 무인(戊寅) | 기묘(己卯) | 경진(庚辰) | 신사(辛巳) | 임오(壬午) | 계미(癸未)             | 갑신(甲申) | 을유(乙酉) |
| 후 레 왕조 연호 | 즈엉호아 (陽和) 2년 | 3년        | 4년        | 5년        | 6년        | 7년        | 8년        | 9년 푹타이 (福泰) 원년 | 2년        | 3년        |
| 신종            | 11년                | 12년       | 13년       |            |            |            |            |                        |            |            |
| 서기            | 1646년              | 1647년     | 1648년     |            |            |            |            |                        |            |            |
| 육십간지        | 병술(丙戌)          | 정해(丁亥) | 무자(戊子) |            |            |            |            |                        |            |            |
| 후 레 왕조 연호 | 4년                 | 5년        | 6년        |            |            |            |            |                        |            |            |

## 같이 보기
- 후 레 왕조